# ان‌جی‌سی ۵۲۲۹
ان‌جی‌سی ۵۲۲۹ یک کهکشان‌ است.